# Бовшів
Бо́вшів — село Бурштинської міської громади Івано-Франківського району Івано-Франківської області.

## Населення
Станом на 1 січня 2001 року в Бовшеві мешкало 1565 осіб, налічувався 591 двір. Типові прізвища жителів: Бартків, Вільчик, Курдидик, Курляк, Мартинів, Мурафа, Паук, Цимбалістий, Шувар.

### Мова
Розподіл населення за рідною мовою за даними перепису 2001 року:
| Мова       | Відсоток |
| ---------- | -------- |
| українська | 99,93%   |
| російська  | 0,07%    |

## Географія
Розташоване за 32 км на північ від Івано-Франківська, за 11 км від міста Галича; точніше: на березі річки Гнила Липа, лівої притоки Дністра.
На північний захід від села Бовшова розташована комплексна пам'ятка природи загальнодержавного значення в Україні, західноопільський степовий резерват Касова Гора, що входить до складу Галицького національного природного парку. Охороняється ділянка степу, площею 7 га та простягається вздовж лівого берега річки Гнилої Липи. Тут збереглися унікальні рослини — ковила найкрасивіша та ковила довголиста, а також ряд рідкісних ендемічних і реліктових видів (астрагал данський, волошка тернопільська, осока низька, жовтець Запаловича та багато інших.

## Топоніми

### Походження назви
Досі побутує легенда про пристань, яка ототожнюється із літописним «Большим причалом» — і натякає на походження назви села Бовшів. Проте обміління і Дністра, і Гнилої Липи, сприяло зникненню цієї первісної назви: зберігся лише її перший компонент — «большой», який згодом трансформувався у «Болшев», відтак — у «Бовшев», а зрештою — у «Бовшів». І насправді, у північній частині села, впритул до старого русла Гнилої Липи, знаходяться залишки довгого насипу, поблизу якого виявлено вкопані в землю зрізані стовбури дуба з часів будівництва греблі Бурштинської ТЕС у 1960-х роках: саме тому дослідники вважають, що в околиці був нині призабутий Большой причал.
За іншою версією утворення топоніму Бовшів: краєзнавець М. Миронюк запропонував, що назву села можна пов'язувати з давніми двочленними слов'янськими іменами типу Большеслав, Большемир, Большегост, які мали усічену форму — Больш (Болш), а згодом — Бовш. Дана версія підтверджується тим, що дана назва є очевидною формою присвійного прикметника.
За третьою версією вчителя Бовшівської школи І. Калитчука, назва населеного пункту вказує на розміри села у давнині. Колись в Росії також було селище Болшево, тепер це частина міста Корольов.

### Урбаноніми
Село поділяється на частини: Вигін, Горб, Дворище, Кут 1 i Кут 2, Оболоня, Підгай 1 i Підгай 2, Підстав, Середівка. Через населений пункт проходить автошлях Задністрянське — Більшівці.

## Історія
Бовшів належить до найдавніших поселень Галицького району (1153 рік). Відомості про село на перехресті доріг Галицького гостинця і водного шляху на Дністрі уперше згадується в Іпатіївському літописі за 1152 рік на 453 сторінці. Є ще купча грамота за 8 березня 1402 року, у якій засвідчено, що поміщиця Агнета подарувала «своє село Малий Бовшів у Галицькому повіті архієпископу Якову Стрепі».

## Праісторичне заселення місцевості людиною
Незважаючи на те, що сліди людини на теренах Бовшева належать до доби мезоліту (Х–VI тис. до н. е.), у місцевості почергово знаходили собі прихисток носії 15 археологічних культур.

### За бронзової доби
У VII–VI тис. до Р. Х. тут проживали племена ранньої бронзової доби; на зміну яким у IV–III тис. до Р. Х. прийшли переселенці з південних районів Подністров'я. Археологи відносять залишене ними поселення до передкарпатської культури шнурової кераміки.
У 1960-х роках в заплаві Гнилої Липи на невеликому підвищенні (урочище Дворище) вчені натрапили на сліди трипільського поселення, яке датується 3000–2250 роки до Р. Х. Згодом територію сучасного Бовшева освоїли представники латенської ()культури, які жили в землянках (кінця 1 тис. до Р. Х.). Під час розкопок в одному такому з таких жител були виявлені типові кельтські ребристі сітули, амфороподібні вази, горщики зі звуженою шийкою, миски і ліпний посуд із типовим кельтським орнаментом.
У 1962–1964 роках на багатошаровому поселенні «Бовшів I» археологи Володимир Баран та Лариса Крушельницька виявили сліди проживання представників пізнього етапу комарівської культури (1500–700 рр. до Р. Х.) та культури Ноа (XIII–XI ст. до н. е.). Обидва племена довго співіснували поряд — і згодом носії культури Ноа витіснили комарівчан та частину з них асимілювали.

### За залізної доби
У X–VIII ст. до Р. Х. терени Бовшева заселяють племена голіградської культури фракійського гальштату. Дослідники припускають, що згадані племена етнічно пов'язані зі засновниками гальштатського поселення в районі верхнього Надтисся — i що саме звідти слід виводити їхнє походження.
Археологи також виявили на території села знахідки, що належать культурам черепинсько-лагодівської групи (кінець VII—V століть до Р. Х.), епохи ранньої залізної доби та поморській (кінець IV–ІІ ст. до Р. Х.).
У 1962 році Лариса Крушельницька відкрила на лівому березі Гнилої Липи поблизу Бовшева сліди життедіяльності племені латенської культури (ІІ–I ст. до Р. Х.), носіями якої, вочевидь, були дакійські племена, що прийшли з території сучасної Румунії.
Значну цінність для слов'янської археології становить поселення липицької культури (I–III століття н. е.), представники якої займалися землеробством (про що свідчать довгострокові житла і наявність великих господарських ям) та скотарством. Більшість учених вважають їх відгалуженням одного із дакійських племен.
У 1962–1964 роках на поселенні Бовшів археологи дослідили територію площею 2700 м², на якій віднайшли вісім жител-землянок, 47 господарських ям i 19 вогнищ, зібрали велику колекцію ліпної та гончарної кераміки. До унікальних знахідок вчені відносять пальчасту бронзову фібулу. Усі ці пам'ятки належать носіям черняхівської культури (III–V століть н. е.).
У зв'язку з будівництвом Бурштинської ДРЕС львівські археологи у 1960–1964 роках провели дослідження на обидвох берегах річки Гнилої Липи, де виявили житла із чималою кількістю уламків ліпного посуду, типового для культури празького типу (VI–VII століття.). Тоді ж на правому березі річки в урочищі Сулива Баран В. та Чайка Р. розкопали житлову напівземлянку із глиняною піччю, дві господарські споруди, чотири ями та п'ять наземних печей, датованих XI–XIII століттями. Серед знахідок особливо виділялася іконка «Благовіщення» (XI століття). Можливо, саме це давньоруське поселення й дало початок Бовшеву.

## Часи Русі
Тоді на Русі був період феодальної роздрібненості та міжусібної ворожнечі. Удільні князі не завжди підкорялися Києву, на чолі якого стояв Ізяслав Ярославович. Таким виявився й князь Галицький Володимирко Володарович. Ізяслав направив до Галича свого посла — боярина Петра Борисовича з метою переконання в поверненні Погориної волості на Волині, де князював Володимирко Володарович, під свій контроль. За ці землі почалася між ними тривала суперечка, результатом якої стала поразка Володимирка. Переможений князь Володимирко був вимушений підписати угоду про примирення та повернення Погориної волості Ізяславу. Пройшов рік, а Володимирко й не думав виконувати цього рішення.
Галицьке князівство міцніло. Князь Володимирко, після того, як 1144 року жорстоко придушив галицьке повстання, наложив нові податки на простий люд, селян-смердів, ремісників, що добре відчули на собі й мешканці Бовшева та інших прилеглих до Галича сіл, і щедро нагороджував бояр, які підтримували його, з кожним днем відчував себе впевненіше. Тому, коли до нього з'явився посол від Ізяслава, він відкинув вимогу київського князя та відмовився віддати вище згадану землю Ізяславу.
Володимирко Володарович мав слабке серцем, але був з сильним характером. Він зневажливо вислухав посла, відкинув вимогу князя Ізяслава, познущався над послом Петром Борисовичем, бо той колись примусив князя Володимира цілувати хрест, аби поклястись у тому, що віддасть київському князеві Погоринську волость. Володимирко, відіславши посла, знав, що з прибуттям його у Київ, князь Ізяслав вирушить із своїми військами на Волинь проти нього. І знов буде битва, знов кровопролиття. Недобрі думки точили князя, коли він підіймався сходами до своїх теремів, повертаючись з вечірньої служби у церкві Спаса. Через ті переживання у нього зупинилося серце, що стало причиною передвчасної смерті князя. Тоді його старший син Ярослав, який по смерті батька посів на галицький престол, негайно направив до Бовшева свого посланця, аби повернути посла у Галич. Коли Петро Борисович повернувся, то застав Галич у жалобі. Молодий князь перепросив посла Ізяслава і цим відвернув ще одну братовбивчу війну. Він покорився київському князеві та погодився віддати Погорину волость.

## XV–XIX століття
У XV столітті Бовшів належав українському спольщеному роду Спічників: земському судді Николі, його дочці Катерині та синові — підсудді землі Галицької Іванові — пізніше мечник галицький. У 1474 році Іван Спічник з Бовшева переписав село своїй дружині Анні (шлюб — не пізніше 1448 року), доньці львівського судді Станіслава (Осташка) з Давидова. Наприкінці XV століття Бовшів перейшов у королівську власність.
Упродовж XV–XVI століть, згідно королівських люстрацій Галицької та Перемишльської земель, селянство за своїм економічним становищем поділялося на декілька категорій. Так, у XV столітті в Бовшеві мешкали королівські сокольники та каланні люди. Королівські сокольники мали власні господарства, відробляли панщину і сплачували податки, а каланні люди звільнялися від будь-яких повинностей. Спільним для цих обидвох верств населення було те, що їм заборонялося без дозволу старости покидати село. Так, 1441 року в Галичі відбувся суд, на якому позивачами виступало двоє селян із Бовшева, а відповідачем — Галицьке староство. Кріпаки судилися за право виходу із села, але програли справу.
В люстраціях 1564–1566 та 1570 років, вказано, що Бовшів тоді населяли кмети або ж вільні незакріпачені селяни, які сплачували державний податок та підсадкові селяни або ж переселенці з інших місцин Галичини. Вищезазначені документи називають імена, а у деяких випадках й прізвища 22 кметів та 12 підсадкових (вказувалися лише голови родин). Основна частина податків лягала на плечі кметів. Вони 3 дні в тиждень відробляли панщину (працювали на різних роботах) та щороку сплачували по 6 гривень чиншу і по 4 міри пшениці. Підсадкові селяни обслуговували двір. Описується став — найбільший у старостві, якому за став орендар сплачував 333 і 1/3 злотих щорічно (плата перевищувала вартість 14 волів — віл коштував 24 злотих).
У XV–XVI століттях Бовшів перебував на руському праві. Управителем у селі був отаман, посаду якого у 1564–1566 роках займав якийсь Юрко. Село мало свою церкву, а також корчму (заїжджий двір), котру воєвода руський віддав на утримання мисливцям. У ній часто зупинялися на відпочинок проїжджі купці. Своїх волів та коней вони випасали на великому пасовиську, що знаходилось поблизу корчми, i за це сплачували певні кошти.
1570 року люстрація повідомляє про осілих людей (21 особу), які працювали на панщині і платили податки. Ними були вже згадувані кмети. Підсадкових селян (12 осіб) тепер називали загородниками, тому що вони були осаджені на менших ґрунтах або й на самих лише обійстях (загородах), без орної землі. Як і раніше, вони не платили податків, а лише обслуговували панський двір. Бовшівці, крім сільськогосподарських робіт, займалися також бджільництвом та полюванням на бобрів.
Важке становище кріпаків змушувало їх покидати село. Так, 1602 року з Бовшева до містечка Ремезовець втекли дві родини солодівників. Втечі селян спостерігалися й у наступні роки.
У першій половині XVII століття село перейшло у власність полячки СофіЇ КазановськоЇ. У 1661–1665 роках тут було 6 заселених дворищ. Дідичеві належали 2 стави на Гнилій Липі, млин та корчма, яка діяла і у XVIII–XIX століттях. Селяни 4 дні на тиждень відробляли панщину та платили податки грішми й натурою.
У XVI–XVII століттях Прикарпаття було одним із важливих центрів солеваріння. Соляні джерела знаходилися й у Бовшеві. Для переробки соляної ропи власники села у 1783 році спорудили тут солеварню, яка діяла до першої половини XIX століття.

## XIX—ХХ століття
У другій половині XIX століття власниками села став виходець з родини спольщених вірменів Кшечуновичів, Корнель (? — 1887), Александер та Софія (? — 1931).
1832 року у Бовшеві вже діяла парафіяльна школа, 1874 року — заснована 1-класна народна школа з українською мовою навчання.
27 травня 1906 року на обійсті Михайла Цимбалістого зібралося більше тисячі селян, які вирішили розпочати безстроковий страйк із метою добитися від пана вищої оплати праці. Організатором селянського заворушення був Іван Перегінець із Кінашева. За короткий час страйк охопив й інші населені пункти Галицького повіту. Тоді ж у Бовшів масово почали прибувати штрейкбрехери, які зустріли рішучий опір місцевого населення. Двох найактивніших селян — Пахома Дубака та Гриня Мурафу було заарештовано поліцією та ув'язнено. Наприкінці червня в Бовшеві працювало лише 80 прибулих робітників, але вже під охороною чотирьох жандармів. На початку липня для втихомирення бунтівників уряд направив у село півроти солдатів. Під кінець місяця страйк було припинено. Пан Верещинський зобов'язався виплачувати чоловікам за роботу по 1 кроні на день, жінкам — 80 галерів, а молоді — 60–70 галерів.
У першій третині XX століття в селі діяли читальня «Просвіти» імені Маркіяна Шашкевича, заснована 1 вересня 1907 року (перший голова Порфирій Корчинський), а також читальня товариства імені Михайла Качковського, каса Райфайзена та «Спілка селянська» засновані 1910 року.
Під час першої світової війни через Касову гору проходила лінія фронту. В результаті військових дій село було зруйноване вщент, а селяни переселені.
24 червня 1919 року курінь імені гетьмана Петра Дорошенка 24-го піхотного полку УГА, що квартирував у Бовшеві, атакував поляків на відтинку залізниці Галич — Рогатин. Українським воякам допомагали місцеві селяни. Вони виконували роль провідників, виносили поранених із поля бою, надавали їм медичну допомогу.

### Міжвоєнний період
У міжвоєнний період Бовшів належав до Рогатинського повіту (1934 року село було поділене між ґмінами Болшовце і Бурштин цього повіту).
Після війни на Касовій ropi німці налагодили видобуток алебастру, а у самому Бовшеві — його переробку та виготовлення різних виробів. Найбільшого розмаху алебастровий промисел набрав у 1923–1924 роках. У середині 1920-х років весь видобуток алебастру перейшов до рук дідича Кжечуновича. Він придбав декілька верстатів для переробки сировини. Верстати у себе вдома мали й деякі заможні бовшівці: Семен Романишин, Микола Курдидик, Михайло Бартманський, Іван Жовнірчук, Баюла та Бартків. На алебастровому промислі працювала більша частина селян. Художні вироби із цього мінералу (пудрениці, попільниці, вази тощо) продавалися у Львові, Варшаві, Познані та інших містах Речі Посполитої.
1925 року в селі створено «Господарсько-споживчу спілку» та кооператив «Згода», а 1928 року — кооператив «Ощадність». У 1930-х роках у Бовшеві діяли осередки товариств «Відродження», Союз українок, «Сільський господар». Тоді ж було засновано осередок ОУН, до якого увійшли Дмитро Афтанас, Василь Баран, Василь Бартків, Богдан, Михайло та Нестор Курдидики, Михайло Курляк, Михайло та Омелян Лашківи, Василь Мартинів, Андрій Цимбалістий, Степан Мурафа. Останній брав участь у терористичному акті 1932 року, коли українські патріоти вкинули саморобну вибухівку в будинок бовшівця Гаврила Бартківа, що співпрацював із польською владою.
15 травня 1935 року члени читальні «Просвіти» на чолі з Ольгою Цимбалістою організували урочистий захід для вшанування пам'яті полеглих бійців УСС та УГА. На панахиду до Бовшева з навколишніх сіл зійшлося понад 3000 осіб, але захід вшанування не відбувся, бо місцева поліція розігнала учасників процесії, що прямувала на цвинтар. Але ті, що несли вінки, городами втекли на цвинтар і усе ж таки поклали їх на могилу воякам УСС та УГА. Організатори цього заходу пізніше були покарані.
У березні 1938 року Рогатинське староство закрило читальню «Просвіти», мотивуючи це тим, що вона займалася забороненою політичною діяльністю, «вимагала безоглядного послуху членів проводові товариства, удержувала „самоосвітній гурток“, а бібліотека тримала заборонені книжки — твори Тараса Шевченка: «Сотник Богдан Хмельницький», «Тарас Бульба» та інші, у будинку був тризуб».
У 1939 році в селі мешкало 2900 осіб (2250 українців, 10 поляків, 230 польських колоністів, 400 латинників, 10 юдеїв).

### Друга світова війна
Восени 1939 року на Прикарпаття «з визвольною місією» прийшли радянські війська. За вказівкою нової влади були ліквідовані українські товариства й організації. 1941 року родини Василя Горбатого, Івана Цимбалістого та Володимира Цимбалістого, загалом 11 осіб депортували до Сибіру.
Від 1940 року поблизу села дислокувався радянський військовий аеродром «Бовшев» Станіславського аеровузла. Ранком 22 червня 1941 року літаки Люфтваффе здійснили наліт на аеродром. Командир ланки 12-го винищувального авіаційного полку (64 сад, ВПС 12 А, Київський ОВО) молодший лейтенант Леонід Бутелін на літаку І-153 першим підійнявся у повітря для відбиття ворожої атаки. Під час повітряного бою йому вдалося збити один ворожий Ю-88. Коли закінчилися набої він направив свій винищувач І-153 в хвіст іншого німецького бомбардувальника і гвинтом літака обрубав його. «Юнкерс» не впорався з керуванням, повалився на крило і при падінні вибухнув. Повітряний таран коштував також життя радянському льотчику. З огляду на малу висоту (до 200 м) він не зміг скористатися парашутом і загинув. Мешканець села Німшин М. Ф. Білоус пізніше виявив літак з рештками пілота та поховав Бутеліна неподалік села.
3 липня 1941 року Бовшів окупували німецькі війська. За три воєнні роки в Німеччину на примусові роботи було вивезено 78 осіб, спалено 35 дворів. 25 липня 1944 року частини Радянської армії зайняли село. Всього на фронтах Другої світової війни загинуло 37 бовшівян.

### Повоєнний час
У повоєнні роки в навколишніх лісах діяли боївки УПА. Одними із перших військовий вишкіл у Карпатах ще 1942 року пройшли місцеві мешканці — Богдан Макарій, Євген Стефанишин, Омелян Паращан. У лавах повстанської армії воювало близько сотні місцевих жителів. Активно діяла в околиці й ОУН. Кущовими провідниками були: Михайло Крупа (псевдо «Хміль»), Степан Курдидик (псевдо «Чорний»), Степан Паук (псевдо «Влодко»), Василь Сосновський (псевдо «Гонта»). 30 травня 1947 року під час облави емведисти вбили у селі керівника Бурштинського проводу ОУН Євгена Стефанишина (псевдо «Комсомолець»), організаційного референта районного проводу ОУН Б. Маслія (псевдо «Лагун») та члена районного проводу ОУН Я. Кругляка (псевдо «Зуб»). 20 травня 1950 року в Бовшеві загинув керівник кущового проводу ОУН Іван Варнава (псевдо «Думний»). За націоналістичні переконання та допомогу підпіллю органи МВС-МДБ упродовж 1946–1952 років вивезли з села 169 осіб. 1947 року у Львові була заарештована та заслана на 10 років у табори Казахстану уродженка Бовшева Анастасія Тершаковець-Мурафа — дружина крайового провідника УПА Львівського краю Зіновія Тершаковця («Федір»), активна членкиня товариства «Просвіта» та Союзу українок. За даними облуправління МДБ у Більшівцівському районі, у 1949 році найактивнішим підпіллям ОУН було в селах Бовшів, Нові Скоморохи та Старі Скоморохи.
Наприкінці 1940-х років у Бовшеві було створено колгосп імені Верховної ради СРСР. 1969 року колгосп перейменований в радгосп «Бовшівський», що об'єднав села Бовшів, Задністрянське, Більшівці, Поплавники, Придністров'я, Демешківці та Німшин. 1957 року став до ладу Бовшівський цукровий завод, що переробляв сотні тонн цукрового буряка. Упродовж 1962—1969 років частково на землях місцевого колгоспу (806 га) споруджена Бурштинська ДРЕС. Запрацював у селі також цегельний завод потужністю 1200 тис. штук цегли в рік та ткацький цех, що випускав 207 тис. погонних метрів полотна щорічно. У 1980-х роках розпочав свою роботу шлакоблоковий завод.

### Шляхом незалежності
Наприкінці 1989 року в Бовшеві були засновані місцеві осередки Товариства української мови імені Тараса Шевченка, який очолив П. Бартків та Союзу українок на чолі з Надією Курдидик, 1990 року — осередки Народного Руху України за перебудову (пізніше — Народний Рух України) та Української республіканської партії. За ініціативи новітніх організацій та на кошти громади у центрі села 27 травня 1990 року встановлений пам'ятник Тарасові Шевченку.
1992 року бовшівці відсвяткували 840-ліття з часу першої письмової згадки про село. Тоді ж при місцевій школі, за сприянням вчителя німецької мови Калитчука Івана Федоровича (помер 1995 року), створений музей історії Бовшева. Іван Федорович поповнив його експозицію власними колекціями монет та холодної зброї часів першої світової війни.
Від 1994 року при Бовшівській загальноосвітній школі І–ІІ ступенів діє філія Галицької художньо-ремісничої школи (нині — Галицька мала академія народних ремесел), у якій діти опановують ази обробки алебастру. Для найменших мешканців села працює дитячий навчальний заклад «Сонечко» на 50 місць. У 2015–2017 роках проведено капітальний ремонт приміщення. Поміняно дахове перекриття, утеплено стіни, замінено каналізації та водогін, закуплено меблі та інший інвентар. Прибудовано спортивно-ігровий зал, а також за сприянням керівництва БУ ТЕС в дворі садочка облаштовано дитячий майданчик.
Також у Бовшеві працює Народний дім з бібліотекою, відділення поштового зв'язку, 7 крамниць. При Народному домі діє танцювально-хореографічний колектив «Едельвейс» під керівництвом професійного керівника Надії Туз, який 2017 року здобув звання «Зразковий». Із своїми концертами танцювальний колектив виступає на великих сценах України та Європи, бере участь у різних фестивалях.
У 1990-х роках відбулося розпаювання земель колгоспу. Правонаступником місцевого колгоспу стала приватна агрофірма «Бовшівська», що спеціалізується в основному на тваринництві. 2002 року через фінансову скруту закрився Бовшівський цукровий завод.
2013 року у селі відкрили амбулаторію загальної практики сімейної медицини. Спільними зусиллями обласної, районної, місцевої влади було реконструйовано приміщення шкільної майстерні та облаштовано сучасний медичний заклад. Тут працюють кабінети прийому пацієнтів і щеплень, маніпуляційна, хворих обслуговує сімейний лікар. 19 січня 2016 року при місцевій амбулаторії відкрився сучасний стоматологічний кабінет. 20 червня 2016 року відбулася подія, на яку чекала вся спортивна молодь села: було урочисто відкрито та освячено майданчик зі штучним покриттям для міні-футболу.

## Відомі люди— уродженці села
- Бардигула Параскевія Матвіївна (псевдо: Тамара; 3 листопада 1926—1946, Німшин) — районова провідниця Червоного Хреста.
- Губар Кирило — український селянин з Бовшева, посол (депутат) Галицького сейму 3-го скликання у 1870–1876 роках.
- о. Петро Курдидик — греко-католицький священник, сотрудник парафії УГКЦ Успіння Пресвятої Богородиці в Підгайцях на Тернопіллі. Народився у Бовшеві. Його сини Анатоль-Юліан та Ярослав-Рафаїл Курдидики — відомі письменники, журналісти та діячі української діаспори у США та Канаді.
- Лохоцький Іван (псевдо «Івась», «Больш», «Ручай»; 1922—9 вересня 1950) — керівник відділу пропаганди Більшівцівського районного проводу ОУН.
- Макарій Роман (псевдо «Стрий»; 1923 — 26 травня 1948, с. Німшин) — керівник відділу пропаганди райпроводу ОУН.
- Масляк Ірій (псевдо «Голуб»; 1924—1949) — референт відділу пропаганди районного проводу ОУН.
- Мартинів Орест Федорович (нар. 26 лютого 1944) — співак, Заслужений працівник мистецтв, є лауреатом премії Автономної Республіки Крим.
- Мурафа Михайло (нар. 1947) — радянський та український художник-кераміст. Член НСХУ.
- Паращин Омелян (1923—1953) — булавний УПА. Був політвиховником спершу сотні, згодом куреня «Недобитого», що діяв на теренах Косівщини. Автор рукописного збірника поетичних творів (неопубліковані оригінали зберігаються в архіві СБУ м. Івано-Франківська). Заарештований. Розстріляний у Станіславській в'язниці.
- Сенів Михайло Григорович (нар. 22 квітня 1945 — 3 травня 2018) — український науковець, доктор філологічних наук, професор, виконувач обов'язків завідувача кафедри романських мов та світової літератури Донецького національного університету імені Василя Стуса.[16] Закінчив із відзнакою факультет романо-германських мов Львівського державного університету імені Івана Франка (1966).
- Собкович Роман Іванович (нар. 28 жовтня 1951) — український науковець, кандидат фізико-математичних наук, доцент, завідувач кафедри математики Прикарпатського національного університету імені Василя Стефаника. Закінчив з відзнакою фізико-математичний факультет Івано-Франківського державного педагогічного інституту імені Василя Стефаника (1972) за спеціальністю «Математика» та аспірантуру при інституті математики АН УРСР (1978—1981). Захистив кандидатську дисертацію, на тему: «Чисельно-аналітичний метод дослідження періодичних розв'язків задач з параметрами» (1983).[17]
- Стефанишин Євген (1924—30 лютого 1947) — керівник Бурштинського проводу ОУН.
- Стефанишин Мирослав Степанович (нар. 1 квітня 1927) — український композитор, заслужений діяч мистецтв України, почесний професор Волинського національного університету імені Лесі Українки, автор музики до «Гімну університету». Очільник Волинської обласної організації Національної ліги композиторів.[18]
- Цимбалістий Богдан (нар. 3 жовтня 1934) — громадсько-політичний діяч, член Української Гельсінської спілки. Брав активну участь у заснуванні осередку Народного руху України у місті Бурштині. Організатор розкопок місця захоронения жертв НКВС у м. Збаражі (Тернопільщина), ініціатор першого перепоховання вояків УПА на теренах Західної України. У 1990—1992 роках — голова районної організації Української республіканської партії. 3 1993 року — голова районного і обласного осередків Української консервативної республіканської партії.
- Богдан-Ярослав Цимбалістий (1919—1991) — український філософ, психолог, громадсько-політичний і культурний діяч, публіцист.[19]
- Цимбаліста Ольга Леонтіївна (нар. 28 липня 1950) — український науковець. Завідувач кафедри дитячих хвороб факультету післядипломної освіти Івано-Франківського національного медичного університету, доктор медичних наук, професор.
- Цимбалістий Ярослав Іванович (нар. 1940) — український науковець, кандидат технічних наук, викладач Івано-Франківського технічного університету нафти і газу.
- Цимбалістий Ярослав Ількович (нар. 1955) — військовик, полковник авіації. Закінчив Пушкінське вище військове училище та Харківську військову академію ППО. Кандидат  технічних наук, доцент.
- Цимбалістий Євген Миколайович (1909—1966) — співак (тенор), диригент і композитор. Студіював у Львівській консерваторії і Берлінській високій музичній школі. З 1940-х років працював диригентом хорів, зокрема оркестру радіо і телебачення Німеччини, учителем музики в Берліні, пізніше в Мюнхені, де й помер.
- Цимбалістий Юліан Миколайович — художній керівник у Косові, одним із засновників капели «Трембіта» у Львові. З приходом радянської влади виїхав до Польщі. Брат Євгена Цимбалістого.
- Шувар Богдан Антонович (нар. 13 травня 1941) — кандидат фізико-математичних наук, доцент кафедри вищої  математики Інституту прикладної математики та фундаментальних наук Національного університету «Львівська  політехніка».
- Шувар Іван Антонович (нар. 1954) — завідувач кафедри землеробства і тваринництва Львівського національного аграрного університету, доктор сільськогосподарських наук, професор, Заслужений діяч науки і техніки України, академік АН ВО України та МАНЕБ.
- Шувар Роман (нар. 1951) — кандидат фізико-математичних наук, старший співробітник Відділення геодинаміки вибуху інституту геофізики імені С. І. Субботіна НАН України. Закінчив механіко-математичний факультет Львівського державного університету імені Івана Франка. 1987 року захистив дисертацію на тему «Диференціальні рівняння та математична фізика».
- Коцюбайло Дмитро Іванович (позивний «Да Вінчі»; 1 листопада 1995, с. Бовшів, Івано-Франківська область, Україна — 7 березня 2023, Бахмут, Донецька область, Україна) — український доброволець, військовослужбовець, молодший лейтенант, командир 1 ОМБ «Вовки Да Вінчі» Збройних сил України, учасник російсько-української війни. Герой України (2021). Член Проводу національно-визвольного руху «Правий сектор» (2020).[20]

## Церква
- Дерев'яна церква Зішестя Святого Духа, споруджена 1885 року на фундаментах давнішого храму. Освячена під час канонічної візитації 1888 року станіславським єпископом Юліаном Пелешем, а вдруге — у 1906 році — митрополитом Андреєм Шептицьким. У притворі храму зберігаються дві ікони XVIII століття — «Страшний суд» та «Розп'яття Ісуса Христа», а в захристі — дві ікони цього ж періоду із зображеннями євангелістів Івана, Матвея, Марка та Луки. На подвір'ї храму парафіяни встановили два дерев'яних однораменних хрестів з нагоди 92-ї річниці Святодухівського храму (1977) та 1000-ліття хрещення Київської Pyci (1988).

## Меморіали, пам'ятники
- Пам'ятний знак Братства тверезості, встановлений 1874 року на церковному подвір'ї. Пам'ятний знак являє собою чавунний трираменний латинський хрест на постаменті. До нижньої частини хреста прикріплено табличку з написом: «1874».
- Пам'ятний знак «Хрест Свободи», встановлений у 1888 році на церковному подвір'ї, на честь скасування панщини в Галичині та відновлений у 1990 році. Пам'ятний знак являє собою однораменний латинський хрест, виготовлений із мармурової крихти.
- Пам'ятник односельцям, які загинули на фронтах німецько-радянської війни, відкритий 1987 року у центрі села, на подвір'ї Народного дому. На подіумі встановлено постамент прямокутної форми з витесаним із мармурової крихти погруддям радянського солдата, який у правій руці тримає автомат. На прикріпленій до постаменту таблиці викарбувано 35 прізвищ загиблих.
- Пам'ятник Тарасові Шевченку, встановлений у центрі села, навпроти церкви. Відкритий 27 травня 1990 року. Пам'ятник являє собою бетонне погруддя Кобзаря на прямокутному постаменті, облицьованому мармуровими плитами чорного кольору, у верхній частині якого позолоченими літерами викарбувано напис. Пам'ятник встановлено на невисокому земляному насипі у формі зрізаної піраміди, огородженому по периметру металевим ланцюгом. На пам'ятнику викарбувано напис: «Т. Г. Шевченко 1814–1861. В честь 175-річчя Тобі, Кобзарю, присвячуємо: „Борітеся поборете! Вам Бог помагає! За Вас правда, за Вас слава і воля святая“ (Т. Шевченко)».
- Ділянка поховань вояків УПА на сільському цвинтарі. Упорядкована 1990 року. Тут поховані вояки УПА, що загинули в Бовшеві у боях із німецькими окупантами та військами НКВС у 1942–1952 роках. 36 могил огороджено бетонним бордюром та масивним металевим ланцюгом.
- Могила січових стрільців, на сільському цвинтарі, де поховані троє січовиків. У 1920–1930-х роках на місці могили стояв хрест, виготовлений із пісковику. Після приходу радянської влади його було знищено. В середині 1980-х років у братській могилі було перепоховано останки колишнього січового стрільця Савки, уродженця Бовшева, який останні роки свого життя мешкав в Івано-Франківську, де й помер. На початку 1990-х років могилу впорядкували, висипавши на ній невисокий земляний насип у формі зрізаної піраміди та встановивши латинський хрест із мармурової крихти. До хреста прикріплено табличку з написом: «Борцям за волю України.  Ми землю рідну зросили кров'ю, Віддали їй усе й життя. Щоб ти зігрів її любов'ю І ніс любов у майбуття».
- Пам'ятний знак загиблим льотчикам, встановлений у 1995 році, в урочищі Середівка, на лівому березі річки Гнилої Липи, на місці падіння багатоцільового винищувача МІГ-29 УБ. Військовий літак під час виконання завдання зазнав аварії над селом. Рятуючи життя бовшівців, пілоти спрямували падаючу машину в річку. На місці їхньої загибелі встановлено символічний знак у вигляді крила літака, до якого прикріплено фотографії льотчиків та металеву табличку з написом: «На цьому місці 15 червня 1995 року: при виконанні польотного завдання загинув екіпаж літака МІГ-29 УБ: майор Козлов Анатолій Геннадійович, капітан Захожий Сергій Євгенович. Вічна їм пам'ять». Праворуч від пам'ятника стоїть стела з мармурової крихти, на якій вигравіювано портрети загиблих пілотів, а під ними викарбувано написи: «Майор Козлов Анатолий Геннадьевич 3.02.1961. Капитан Захожий Сергей Евгеньевич 1.01.1969. Помним, любим, скорбим. Родные, близкие, друзья. Погибли при исполнении служебных обязанностей 15.06.1995 г.»
- Символічний курган-могила Борцям за волю України, у центрі села, зліва від церкви, насипана у 1995 році. На постаменті встановлено однораменний хрест з прикріпленим тризубом та три стели із викарбуваними прізвищами односельців, полеглих у боротьбі за волю України (91 особа). Спереду до постаменту прибудовані сходи, які ведуть до хреста. Перед могилою, обабіч вимощеної плитами доріжки, встановлено 4 плити з написами. Пам'ятник виготовлений із мармурової крихти. Могила обнесена по периметру металевою огорожею. Копії написів на плитах:

Ліворуч — 1-а плита: «Наша мета — Україна свята нездоланна ніким і ніколи».
2-а плита: «Прохожий зупинись і поклонись, i всьому світу розкажи, що ми полягли за Волю і Честь України».
Праворуч — 1-а плита: «Здобудеш Україну або загинеш в боротьбі за неї»
2-а плита: «Шануймо тих, що сил не шкодували і що життя своє віддали, хоч ворога не перемогли, але нескорені за волю полягли».

## Археологічні дослідження
- Поселення Бовшів І, розташоване у двох кілометрах на захід від Бовшева, на південному схилі урочища Підліски (поблизу Касової Гори), відкрите у 1960 році розвідковою археологічною експедиціею інституту суспільних наук АН УРСР під керівництвом Маркіяна Смішка. Багатошарове поселення, під час досліджень якого виявлені культурні шари лінійно-стрічкової кераміки, трипільської культури, культури шнурової кераміки, комарівської культури, культури Ноа, голіградської культури фракійського гальштату, ранньої залізної доби, поморської культури, пізнього латену, липицької культури, ранніх слов'ян, Давньої Русі. У 1961—1962 роках Бурштинська експедиція відділу археології інституту суспільних наук АН УРСР під керівництвом археолога Лариси Крушельницької виявила 6 жител — 2 напівземлянки чотирикутної (2,3×2,8 м) i квадратної (4×4 м) форм, 3 видовженої овальної форми (6×3,5 м) з великими прямокутними вогнищами (1,8×1 м) i кам'яним черінем та одне землянкове житло, у якому знаходилася вимощена із глини піч. Знайдено також залишки двох зольників та господарські ями. Підйомний матеріал: крем'яні, кам'яні та кістяні знаряддя праці, черепки відліпного та гончарного посуду, кам'яні розтирачі, ваза з пелюсткоподібними вінцями, вазочка, миски із хвилястими краями, бронзова шпилька, кістяний псалій.[21]
- Поселення Бовшів ІІ, в урочищі Сулива, на незначному підвищенні правого берега ріки Гнила Липа, за півтора кілометри на північний схід від залізничної станції Бурштин-Дем’янів, до 1964 року було оточене болотистою долиною, а тепер залите водою штучного ставка. Відкрите археологом Володимиром Бараном у 1961 році. Того ж року археолог Лариса Крушельницька виявила тут ґрунтове скорочене поховання із трупопокладенням дорослої людини, неподалік голови якої лежали горщик і кістяне долото, а біля ніг — амфора. Знайдено також сліди ями, заповненої керамікою і роговим псалієм, кістками тварин та виробами з них. Поселення Бовшів ІІ вдруге досліджувалося Бурштинською експедицією інституту суспільних наук АН УРСР під керівництвом В. Барана у 1962–1964 роках. Тоді, крім пам'яток ХІІ–ХІІ століть, були відкриті матеріали лінійно-стрічкової кераміки, комарівської та шнурової культур та культури ноа, велика кількість споруд та матеріалів черняхівської культури, слов'янські пам'ятки VI–VII століть. На площі розкопу виявлено одне житло, дві господарських споруди, чотири ями, п'ять печей та значну кількість давньоруських глиняних, металевих і скляних виробів ХІІ–ХІІ століть. Серед виробів художнього ремесла на поселенні виявлено скляні браслети та бронзову іконку «Благовіщення».[22] Бронзова іконка «Благовіщення» виявлена в заповненні однієї із господарських споруд. Найімовірніше вона належала одному з мешканців поселення, яку її новис як медальйон, на що вказує отвір для підвішування у верхній частині. Іконка належить до категорії дрібної пластики, широко розповсюдженої у давні часи. На ній зображено один з варіантів Благовіщення. Архангел Гавриїл благовіщує Марію у той момент, коли вона сидить на троні та пряде пурпур для завіси Єрусалимського храму. Нині іконка «Благовіщення» зберігається в колекції музею археології Львівського національного університету імені Івана Франка.[23]
- Поселения Бовшів ІІІ, розташоване за півкілометри на північ від греблі Бурштинського озера та чотирьохстах метрах на південь від поселення Бовшів ІІ, на південно-західному схилі невисокого горба. Виявлене археологом Володимиром Бараном у 1965 році. Складалося з шарів мезоліту (X–VI тис. до Р. Х.) та ранної залізної доби. Знахідки: пластини та відіщепи з легкою патиною і без неї (мезоліт), фрагменти кераміки (VII–VI тис. до Р. Х.).[24]
- Поселения Бовшів IV, в урочищі Дворище, східна околиця Бовшева, на першій надзаплавній терасі лівого берега Гнилої Липи, на мисовидному виступі плато. Із трьох сторін обмежене лісом. Голіградська культура фракійського гальштату (Х–ХІІІ ст. до Р. Х.), Давня Русь (XI–ХІІІ ст.). Знахідки: голіградська і давньоруська кераміка.[24]
- Поселення Бовшів V, в урочищі Больчак, на другій над-заплавній терасі лівого берега р. Гнилої Липи, за 1 км від села. Трипільська культура (3000–2250 рр. до Р. Х.). Підйомний матеріал: фрагменти кераміки, кремнієві знаряддя та відщепи, зернотертки.[24]